# Цветы лиловые полей (мюзикл)
«Цветы лиловые полей» — мюзикл Бренды Рассел, Алли Уиллис и Стивена Брея, поставленный на Бродвее. Сценарий Марши Норман основан на одноимённом романе Элис Уокер и экранизации Стивена Спилберга о путешествии афроамериканки по южным штатам в первой половине XX века.
Оригинальный мюзикл шел с декабря 2005 года по 24 февраля 2008 года, был номинирован на 11 премий Тони и получил награду за лучшую женскую роль (LaChanze). Новая постановка появилась на сцене 10 декабря 2015 года и шла до 8 января 2017 года, имела 4 номинации «Тони» и выиграла две, как за лучшую женскую роль (Синтия Эриво), так и за лучшую новую постановку мюзикла.

## Сюжет

### Акт I
Воскресным утром четырнадцатилетняя Сели, которая уже родила одного ребёнка от своего отца Альфонсо («Па») и теперь беременна вторым, играет со своей младшей сестрой Нетти. Затем они направляются в церковь с другими членами их сельской общины в Джорджии на службе, что физически тяжело для Сели, но её отец продолжает поторапливать её («Huckleberry Pie/Mysterious Ways»). После того как Сели рожает сына, отец забирает ребёнка, говоря, что избавится от него, как он уже избавился от первенца. Сели молча прощается со своим новорожденным и просит у Бога знака («Somebody Gonna Love You»).
Четыре года спустя местный фермер и вдовец Альберт «Мистер» Джонсон подходит к Альфонсо и просит разрешения жениться на Нетти. Альфонсо отказывается, но предлагает ему Сели, а в придачу ещё и корову. Хотя девушки обещают никогда не расставаться, Сели идет с Мистером, чтобы спасти мечту сестры стать учителем («Our Prayer»). Женщины поместной церкви одобряют женитьбу Сели и Мистера («That Fine Mister»). Сели знакомится с её новой жизнью, полной тяжелой работы («Big Dog»).
Однажды у порога нового дома сестры появляется Нетти и заявляет, что ей надоели развратные приставания своего отца, и спрашивает, может ли она остаться. Мистер соглашается, но позже нападает на Нетти, когда она идет в школу. Она отбивается, после чего Мистер выгоняет её из дома. Сели протестует, но он клянется, что Сели и Нетти больше никогда не увидятся. Покидая дом, Нетти обещает написать Сели. Но когда на следующий день она подходит к почтовому ящику, Мистер захлопывает его и угрожает убить её, если увидит, что она когда-нибудь к нему прикоснется («Lily of the Field»).
Несколько лет спустя сын Мистера Харпо приводит домой Софию, волевую женщину, на которой он впоследствии женится («Dear God — Sofia»). Когда он жалуется, что ему надоело, что София им командует, Мистер и Сели говорят ему, что единственный способ заставить её слушаться — это побить её. Харпо пытается сделать это, но в итоге сам оказывается избит Софией («A Tree Named Sofia»). Поговорив с Сели, София узнает о степени жестокости Мистера и советует Сели постоять за себя, после чего уходит из дома, чтобы провести время с сёстрами («Hell No!»).
Харпо решает превратить свой дом в джук-джойнт и начинает роман с официанткой Сквик, которая переезжает к нему («Brown Betty»). Через некоторое время община готовится к приезду джазовой певицы Шуг Эйвери, которая оказывается давней любовницей Мистера («Shug Avery Comin' to Town»). Но когда Шаг приезжает со своей группой, она находится в таком плохом состоянии, что Сели выхаживает её, несмотря на неодобрение общины («All We’ve Got to Say»).
Во время пошива платья для дебюта Шуг Сели впервые испытывает чувства теплоты и нежности («Dear God — Shug»). Тем временем Шуг узнает больше об отношениях Сели с Мистером и призывает её найти свою внутреннюю силу («Too Beautiful for Words»).
В тот вечер Шуг приносит жару в Harpo’s Juke Joint, исполняя дерзкий блюзовый номер («Push Da Button»). София приходит со своим новым парнем Бастером и танцует с Харпо, в результате чего Сквик начинает с ней ссориться («Uh-Oh!»). В итоге ссора перерастает в драку в баре, после чего Шуг и Сели убегают.
После возвращения в дом Мистера они начинают выяснять свои отношения и в итоге признаются друг другу в любви («What About Love?»). Шуг обнаруживает несколько писем, пришедших из Африки, в которых узнает Сели узнаёт почерк Нетти и понимает, что её сестра все ещё жива.

### Акт II
Прочитав эти письма, которые Мистер прятал от неё, Сели узнает, что её сестра находится в Африке, живёт с миссионерской семьей, и воспитывает детей Сели, Адама и Оливию, которые все-таки выжили («African Homeland»). Софию тем временем арестовывают за нападение на мэра города после того, как она отказалась работать на его жену. Когда Сели навещает её, она узнает, что София будет отбывать наказание в заключении у мэра.
Через 12 лет Шуг привозит на Пасху своего мужа Грейди. Узнав о том, как Сели сердиться на Бога из-за её непростой судьбы, Шуг приглашает её поехать с ней в Мемфис, чтобы они могли насладиться простыми радостями жизни («The Color Purple»). После ужина Сели говорит Мистеру, что уезжает, после чего Сквик тоже решает уехать. Когда Мистер отказывается и пытается побить Сели, она даёт отпор и проклинает его («Celie´s Curse»). Между тем Харпо вдруг приглашает Софию вернуться и жить в его джук-джойнте. В конце концов, Мистер начинает ощущать последствия произошедшего. Харпо обращается к своему отцу с просьбой исправить ситуацию после того, как Мистер осознаёт значение проклятия Сели и задумывается о смысле собственной жизни.
В доме Шуг в Мемфисе Сели обнаруживает, что у неё природный талант к пошиву брюк. Получив в наследство дом своего детства, Сели открывает бизнес и начинает продавать свои модели («Miss Celie’s Pants»). Харпо и София, тем временем, хорошо ладят друг с другом и узнают, что у Мистера проблемы с приглашением Нетти и детей в США. Все трое решают вместе придумывать план («Any Little Thing»).
Шуг говорит Сели, что она влюбилась в 19-летнего музыканта из её группы, и просит у неё разрешения завязать с ним роман. Тем временем Мистер смирился со своей жизнью («What About Love? [Reprise]»). По дороге домой Сели понимает, что это просьба Шуг её не сломала, и впервые испытывает глубокую любовь к себе («I’m Here»).
Несколько лет спустя, устраивая пикник в честь Четвёртого июля, Сели слышит автомобильный гудок и знакомый с детства голос. Это Нетти поет их любимую песню. Узнав, что это Мистер и Шуг сделали это воссоединение возможным, Сели благодарит их и Бога за это («The Color Purple [Reprise]»).

## Актёрский состав мюзикла

### Оригинальный мюзикл (2005)
- Сели - ЛаШанз
- Шаг Эйвери — Элизабет Уизерс-Мендес
- София — Фелиция П. Филдс
- Мистер Кингсли Леггс
- Харпо — Брэндон Виктор Диксон
- Нетти — Рене Элиз Голдсберри
- Юная Нетти, дочь мистера — Шантилла Джонсон
- Юная Сели, Дочь мистера, Юная Оливия, Генриетта — Зиппора Г. Гатлинг
- Соло в церкви — Кэрол Деннис
- Дорис — Кимберли Энн Харрис
- Дарлин - Вирджиния Энн Вудрафф
- Джарин, Дейзи — Майя Нкенге Уилсон
- Проповедник, охранник — Дуг Эскью
- Па (Альфонсо) — Джей Си Монтгомери
- Молодой Харпо, Молодой Адам — Леон Г. Томас III
- Писк — Криша Маркано
- Старый мистер — Лу Майерс
- Грейди — Джей Си Монтгомери
- Взрослая Оливия — Бахия Сайед Гейнс
- Взрослый Адам — Грасан Кингсберри

### Новая постановка (2015)
- Сели — Синтия Эриво
- Шаг Эйвери — Дженнифер Хадсон
- София — Даниэль Брукс
- Мистер - Исайя Джонсон
- Харпо — Кайл Скэтлифф
- Нетти — Хоакина Калуканго
- Леди церкви I — Кэрри Компере
- Церковная женщина II — Бре Джексон
- Женщина из церкви III — Рема Уэбб
- Охранник — Дуэйн Кларк
- Па (Альфонсо) — Кевин Морроу
- Писк — Криша Маркано
- Проповедник, старый господин — Лоуренс Клейтон
- Грейди — Антуан Л. Смит
- Оливия - Карла Р. Стюарт
- Адам- Грасан Кингсберри

## Песни[4]

### Акт I
1. «Ouverture» — Оркестр
2. «Huckleberry Pie» / «Mysterious Ways» — юная Сели и юная Нетти / Сели, Нетти и ансамбль
3. «Somebody Gonna Love You» — Сели
4. «Our Prayer» — Нетти, Сели, Мистер, Дорис, Дарлин, Джарин и Па.
5. «That Fine Mister» — Дорис, Дарлин и Джарин
6. «Big Dog» — Мистер, Сели, Юный Харпо, Дочери Мистера и мужской ансамбль.
7. «Lily of the Field» — Сели, Нетти и Мистер
8. «Dear God — Sofia» — Сели
9. «A Tree Named Sofia» — Дорис, Дарлин и Джарин
10. «Hell No!» — София, Сели и сестры Софии
11. «Brown Betty» — Харпо, Писк, Сели и мужской ансамбль
12. «Shug Avery Comin 'to Town» — Мистер, Сели и ансамбль
13. «All We’ve Got to Say» — Дорис, Дарлин и Джарин
14. «Dear God — Shug» — Сели и Шуг
15. «Too Beautiful for Words» — Шуг
16. «Push Da Button» — Шуг, Харпо и ансамбль
17. «Uh-Oh!» — София, Писк, Сели, Бастер и женский ансамбль
18. «What About Love?» — Сели и Шуг
19. «Act I Finale» — Оркестр, Шуг, Сели и Нетти.

### Акт II
1. «African Homeland» — Нетти, Сели, юный Адам, юная Оливия и ансамбль.
2. «The Color Purple» — Шуг и Сели
3. «Church Ladies' Easter» — Дорис, Дарлин и Джарин
4. «I Curse You Mister» — Сели и Мистер
5. «Mister’s Song — Celie’s Curse» — Мистер
6. «Miss Celie’s Pants» — Сели, Шуг, София и женский ансамбль
7. «Any Little Thing» — Харпо и София
8. «What About Love? (Reprise)» — Сели и Шуг
9. «I’m Here» — Сели
10. «The Color Purple (Reprise)» — Сели и компания

Примечание : в новой постановке (2015 г.) отсутствуют номера «Ouverture», «Act I Finale», «Church Ladies' Easter», «I Curse You Mister».